# Benjamin Engell
Benjamin Engell (født 23. december 1994) er en dansk skuespiller, som fik debut med hovedrollen Malthe, i DRs julekalender Pagten. Han har senere været med i et par kortfilm, blandt andre Nemesis med Kim Bodnia.
Senest er Benjamin Engell hovedrolleindehaver i Bo Mikkelsens nye danske zombiegyser Sorgenfri, som har premiere 3. marts 2016.